# Tre-Rekombinase
Die Tre-Rekombinase ist ein Enzym, eine Rekombinase, die in der Lage ist, spezifisch die provirale DNA des HI-Virus aus der DNA menschlicher Zellen herauszuschneiden.
Das Enzym wurde von Wissenschaftlern des HPIs für Experimentelle Virologie und Immunologie sowie des MPIs für molekulare Zellbiologie und Genetik durch gerichtete Evolution hergestellt. Von der Cre-Rekombinase ausgehend – einem Enzym, das eine DNA-Struktur herausschneidet, die den Long Terminal Repeats (LTR) des HI-Virus entfernt ähnelt –, wurde über 169 Mutationsschritte die Tre-Rekombinase gewonnen.
Die Rekombinase wurde von Joachim Hauber, Ilona Hauber, Frank Buchholz und Indrani Sarkar entwickelt. Die Forschungsergebnisse wurden am 29. Juni 2007 im US-Wissenschaftsjournal Science veröffentlicht. Bisher wurde das Enzym nur in Zellkultur aus primären Zellen, die mit HIV infiziert waren, angewandt, nicht auf ganze Organismen; außerdem benötigt es für die vollständige Entfernung der viralen DNA in allen Zellen ca. drei Monate. Ob und wann mit Hilfe der Tre-Rekombinase eine Therapie zur Entfernung aller HI-Viren aus menschlichen Zellen entwickelt wird und damit eine HIV-Infektion geheilt werden kann, ist noch nicht abzusehen.